# جيمس فاي
جيمس فاي (بالإنجليزية: James Fei)‏ هو ملحن أمريكي، ولد في 1974 في تايبيه في تايوان.

## وصلات خارجية
- جيمس فاي على موقع ميوزك برينز (الإنجليزية)
- جيمس فاي على موقع أول ميوزيك (الإنجليزية)
- جيمس فاي على موقع ديسكوغز (الإنجليزية)